# بالاتين (نيويورك)
بالاتين (بالإنجليزية: Palatine, New York)‏ هي بلدة أمريكية تقع في الولايات المتحدة في مقاطعة مونتغومري، نيويورك. يقدر عدد سكانها بـ 3,240 نسمة ومساحتها 108.1 كم2 وترتفع عن سطح البحر 237 متر.